# Liste der Biografien/Meij
Liste der Biografien |
Portal Biografien |
Personensuche
# |
A |
B |
C |
D |
E |
F |
G |
H |
I |
J |
K |
L |
M |
N |
O |
P |
Q |
R |
S |
T |
U |
V |
W |
X |
Y |
Z |
?
 
Ma |
Mb |
Mc |
Md |
Me |
Mf |
Mg |
Mh |
Mi |
Mj |
Mk |
Ml |
Mm |
Mn |
Mo |
Mp |
Mq |
Mr |
Ms |
Mt |
Mu |
Mv |
Mw |
Mx |
My |
Mz
 
Mea–Mee |
Mef |
Meg |
Meh |
Mei |
Mej |
Mek |
Mel |
Mem |
Men |
Meo |
Mep |
Mer |
Mes |
Met |
Meu |
Mev |
Mew |
Mex |
Mey |
Mez
 
Meib |
Meic |
Meid |
Meie |
Meif |
Meig |
Meih |
Meij |
Meik |
Meil |
Meim |
Mein |
Meip |
Meir |
Meis |
Meit |
Meiu |
Meiw |
Meix |
Meiz
Die Liste der Biografien führt alle Personen auf, die in der deutschsprachigen Wikipedia einen Artikel haben. Dieses ist eine Teilliste mit 65 Einträgen von Personen, deren Namen mit den Buchstaben „Meij“ beginnt.

## Meij
- Meij, Amber van der (* 2001), niederländische Handballspielerin
- Meij, Henriëtte van der (1850–1945), niederländische Journalistin und Frauenrechtlerin
- Meij, Jan van der (1937–2002), niederländischer Fußballspieler
- Meij, Jan van der (* 1955), niederländischer Rockmusiker
- Meij, Jette van der (* 1954), niederländische Schauspielerin
- Meij, Johan de (* 1953), niederländischer Komponist und DirigentJohan de Meij (* 1953)

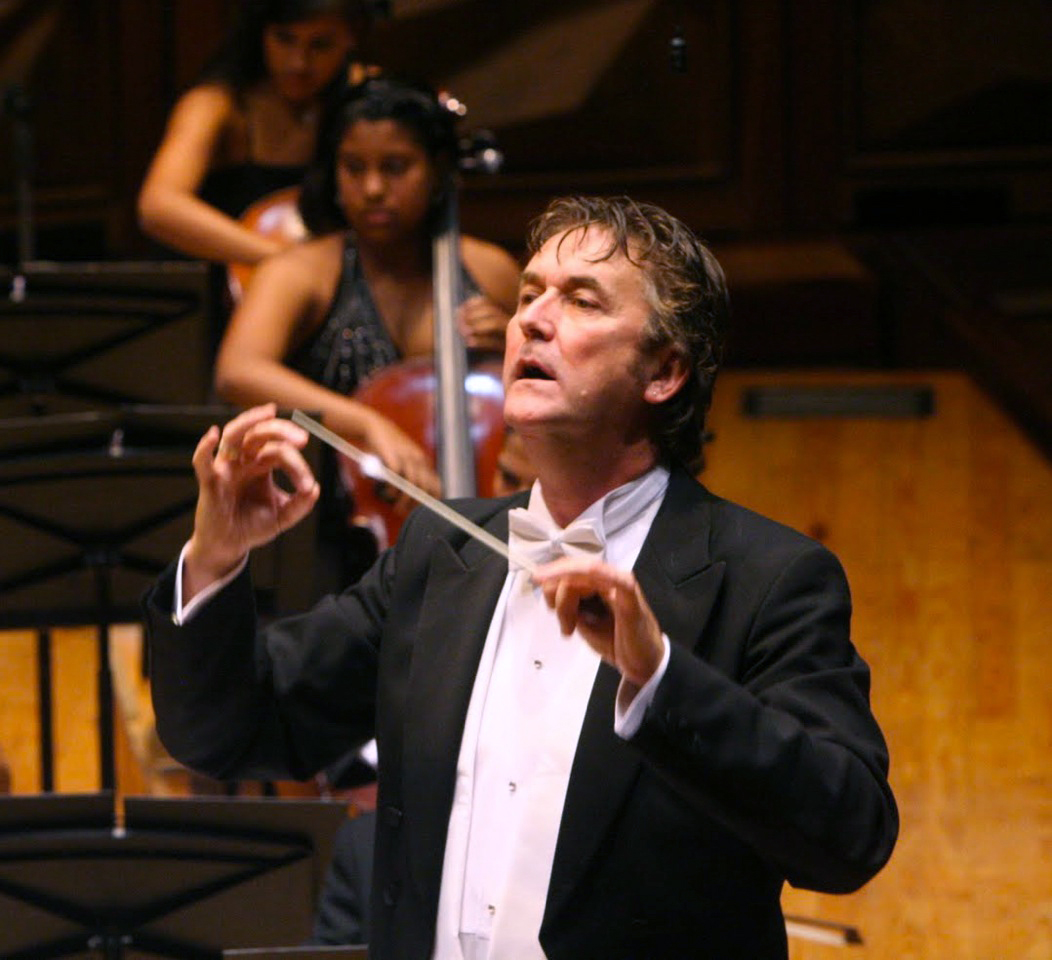
Johan de Meij (* 1953)

- Meij, Sancia van der (* 1981), niederländische Biologin

### Meija
- Meija, Gints (* 1987), lettischer Eishockeyspieler
- Meijaard, Erik (* 1967), niederländischer Biologe und Naturschützer

### Meijd
- Meijden, Ilse van der (* 1988), niederländische Wasserballspielerin

### Meije
- Meijer, Alex (* 1966), niederländischer Badmintonspieler
- Meijer, Arnold (1905–1965), niederländischer faschistischer Politiker
- Meijer, Bert (* 1955), niederländischer Chemiker
- Meijer, Bjorn (* 2003), niederländischer Fußballspieler
- Meijer, Connie (1963–1988), niederländische Radrennfahrerin
- Meijer, Cornelis Simon (1904–1974), niederländischer Mathematiker
- Meijer, Derk (* 1997), niederländischer Hockeyspieler
- Meijer, Eduard (1878–1929), niederländischer Schwimmer und Wasserballspieler
- Meijer, Elien (* 1970), niederländische Ruderin
- Meijer, Erik (* 1944), niederländischer Politiker (GroenLinks, SP), MdEP
- Meijer, Erik (* 1963), niederländischer Informatiker und Unternehmer
- Meijer, Erik (* 1969), niederländischer FußballspielerErik Meijer (* 1969)

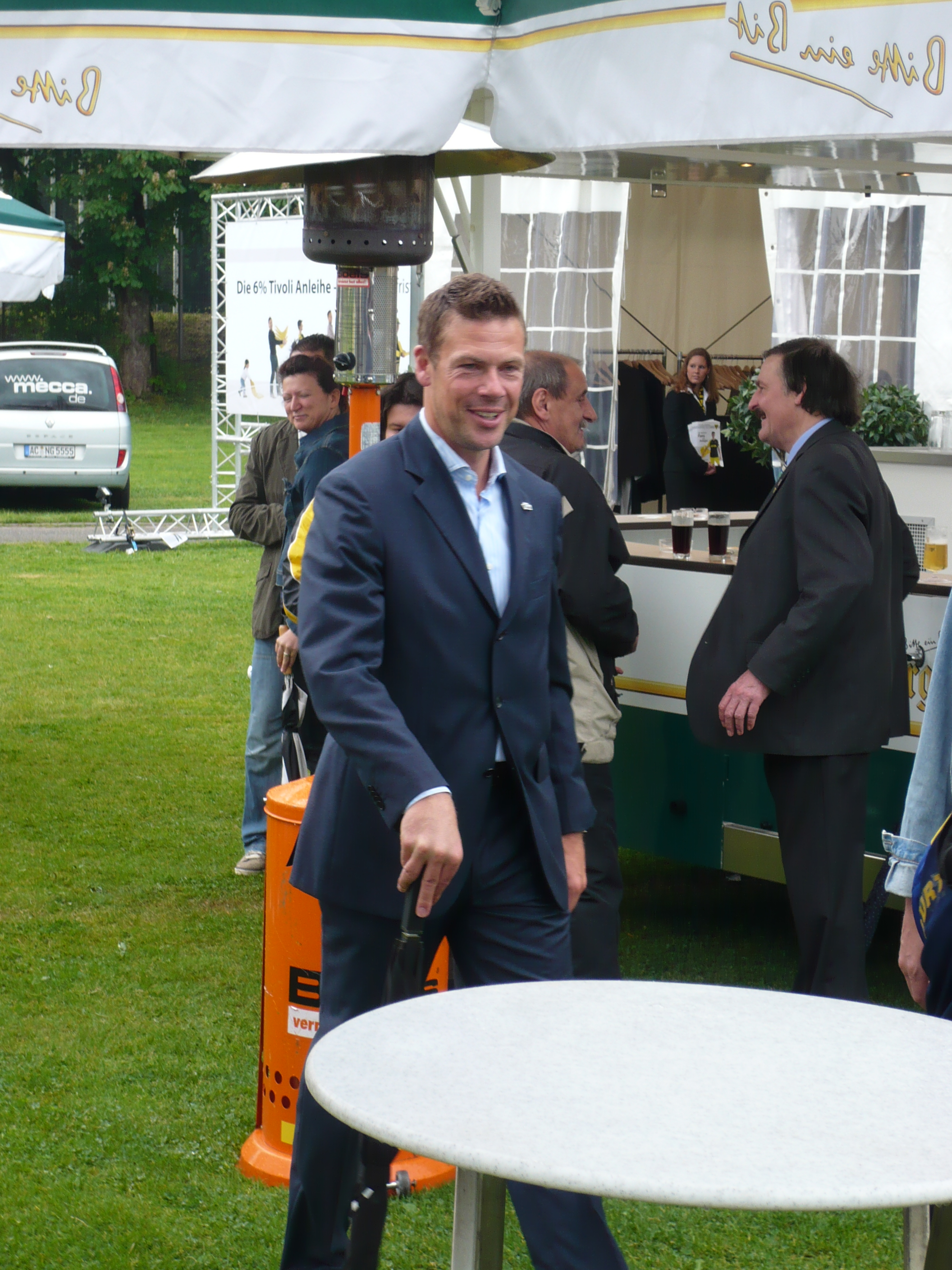
Erik Meijer (* 1969)

- Meijer, Eva (* 1980), niederländische Philosophin, Publizistin und Sängerin
- Meijer, Fik (* 1942), niederländischer Althistoriker
- Meijer, Gerard (* 1962), niederländischer Physikochemiker
- Meijer, Hanneke Johanna Maria, niederländische Paläontologin
- Meijer, Hendrick de (1620–1689), niederländischer Maler
- Meijer, Henny (* 1962), surinamisch-niederländischer Fußballspieler
- Meijer, Herman (* 1947), niederländischer Politiker
- Meijer, Ischa (1943–1995), niederländischer Journalist, Schriftsteller und Talkmaster
- Meijer, Jaap (1905–1943), niederländischer Bahnradsportler und Weltmeister
- Meijer, Jan (1921–1993), niederländischer Sprinter
- Meijer, Jasper (* 1987), niederländischer Pokerspieler
- Meijer, Johnny (1912–1992), niederländischer Jazz- und Unterhaltungsmusiker (Akkordeon)
- Meijer, Jonathan Jacob, niederländischer Samenspender
- Meijer, José de (1915–2000), niederländischer Manager und Politiker
- Meijer, Karel (1884–1967), niederländischer Wasserballspieler
- Meijer, Lavinia (* 1983), niederländische Harfenistin
- Meijer, Louis (1809–1866), niederländischer Maler
- Meijer, Lukas (* 1988), schwedischer Pop- und Rocksänger
- Meijer, Michaela (* 1993), schwedische Stabhochspringerin
- Meijer, Onno (1960–2008), niederländischer Schauspieler
- Meijer, Paul (* 1985), niederländischer Rennfahrer
- Meijer, Peter (* 1988), US-amerikanischer Politiker und Wirtschaftsanalyst
- Meijer, Ramon de (* 1986), niederländischer Wasserspringer
- Meijer, Stijn (* 1999), niederländischer Fußballspieler
- Meijer, Theo (* 1965), niederländischer Judoka
- Meijer, Wim (* 1939), niederländischer Politiker
- Meijere, Armin de (* 1939), deutscher Chemiker
- Meijerfeldt, Johan August der Ältere (1664–1749), schwedischer Politiker, Generalgouverneur in Schwedisch-Pommern
- Meijerfeldt, Johan August der Jüngere (1725–1800), schwedischer Feldmarschall
- Meijering, Cord (* 1955), niederländischer Komponist
- Meijering, Mareille (* 1995), niederländische Radrennfahrerin
- Meijering, Meertinus (1933–2024), deutsch-niederländischer Biologe, Pädagoge und Hochschullehrer
- Meijers, Aaron (* 1987), niederländischer Fußballspieler
- Meijers, Eduard (1880–1954), niederländischer Jurist und Hochschullehrer
- Meijers, Gerard Karel, niederländischer Kampfkünstler
- Meijers, Jeroen (* 1993), niederländischer Straßenradsportler
- Meijers, Pauke (1934–2013), niederländischer Fußballspieler
- Meijers, Viesturs (1967–2024), lettischer Schachgroßmeister

### Meiji
- Meiji (1852–1912), japanischer TennōMeiji (1852–1912)

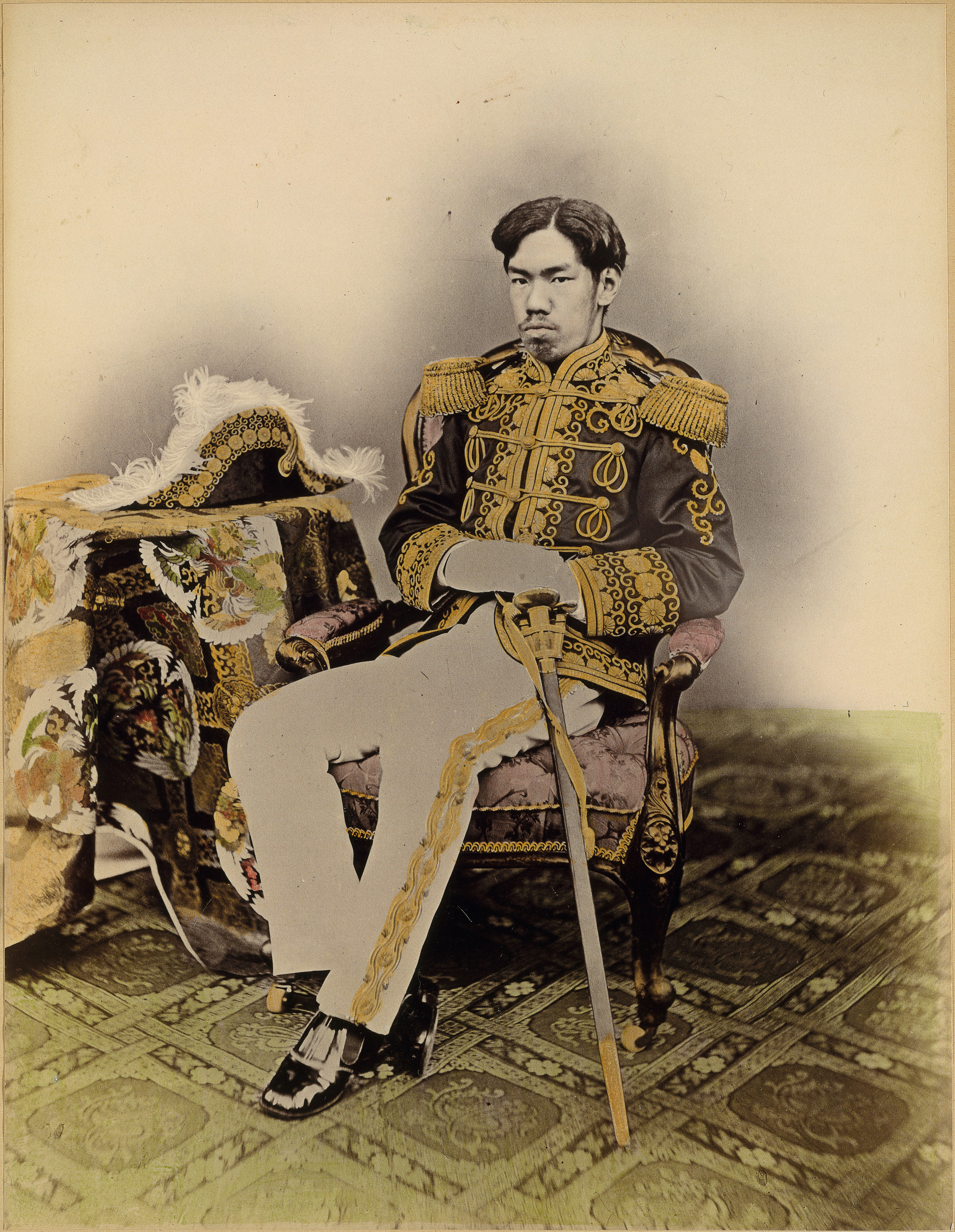
Meiji (1852–1912)

- Meiji U Tum’si (* 1974), französische Schauspielerin kongolesischer Herkunft

### Meijs
- Meijs, Erik (1991–2017), niederländischer Badmintonspieler
- Meijs, Raymond (* 1968), niederländischer Radrennfahrer
- Meijsing, Doeschka (1947–2012), niederländische Schriftstellerin